# Fedor József
Fedor József „Fehér Sapka” (Igrici, 1928. április 19. – Budapest, 2005. Január 26.) szájsebész főorvos, 1956-os szabadságharcos, a Corvin közi felkelőcsoport Orvos-Parlamentere az 1956-os forradalom idején. A Borsod, Gömör és Kishont egyesített vármegyei Igriciben született, paraszti származású gazdálkodó, görög-katolikus családban.
Édesapja, idősebb Fedor József és atyai nagyapja, Fedor Vencel az I. világháború alatt a szerb, majd az olasz fronton teljesítettek katonai szolgálatot.
Igriciben végezte általános tanulmányait, majd Miskolcra került a Práter György nyolc osztályos gimnáziumba.
A II. világháború alatt a leventemozgalomban katonai előkiképzésben részesült. Miskolcon érte a szovjet front előrenyomulása és nyomasztó közelsége, ezért hazafias eszméktől vezérelve önként harcra jelentkezett, azonban kora miatt elutasították.
A háború után a gimnáziumot befejezve orvosnak készült. Sikeres felvételi vizsga után Budapestre került és megkezdte tanulmányait a fogszakorvosi karon majd a szájsebészeten.

## A forradalom idején
az első momentum, mikor a fegyveres konfliktussal találkozott október 25-ére tehető, mikor medikusként telefon ügyeletet tartott a Mária utca 52-es szám alatt található Szájsebészeti klinikán.
Délelőtt 9:00-kor a bicskei Sütőipari Vállalat egy teherautója megállt a Klinika előtt megrakva friss kenyérrel.  A Sofőr felajánlotta Fedornak, hogy szívesen átadnák adományként a kenyeret, mert a fegyveres zavargások miatt eredeti útjukat már nem tudják folytatni. Fedor szólt a kórház dolgozóinak kik örömmel fogadták az adományt és sorba álltak a teherautó előtt, miközben Fedor és a Sofőr elkezdte leadogatni a kenyereket. A sor egyre csak nőtt, mert a kenyér szállítmány hallatára a polgári lakosság is beállt az osztásra. Ekkor érkezett meg a Mária utca-Baross utca sarkára nagy robajjal egy Szovjet harckocsi. Mikor megállt lövegtornyát a kenyérrel megrakott teherautóra irányította. A civil lakosság az épületekbe húzódott, a Sofőr pedig leugrott a tehergépkocsiról. Fedor a járművön maradt és magasba emelt egy kenyeret, mit a Szovjet Tank felé mutatott.  Majd fél perc némaság következett. Fedor újra elkezdte már egyedül a megmaradt kenyereket lepakolni a platóról. Mikor az utolsóhoz ért ismét a magasba emelve a Páncélos felé mutatta, majd leugorva a teherautóról Ő is a Klinika fedezékébe húzódott. Ekkor a Tankból lövést adtak le, mi szétrobbantva megsemmisítette a kenyérszállítót. (1)(2)
Benedikty Tamás író később ezt az 1956-os Forradalom egyik szimbolikus eseményének nevezte.
Október 26.-án a Valéria Kávéházban tartózkodott. Ekkor találkozott Orvos Tanhallgató társával Lehoczky Attilával ki előadta, hogy egyenesen a Corvin Köz-i felkelőktől jön és megbízták egy feladattal, miszerint fegyvernyugvás céljából keressen kapcsolatot a katonai szervekkel és felkérte Fedort csatlakozzon hozzá. Fedor vállalva a Parlamenterséget először az Írószövetséggel való kapcsolatfelvételt javasolta, így Lehoczkyval elindultak a Gorkij Fasorhoz. Már alkonyat volt, mikor a Lövölde tér környékén jártak, hol egy szovjet katonai járőr feltartóztatta őket. Így került a két Parlamenter a Szovjet Katonai Főparancsnokságra. Különválasztva kihallgatásra vitték Őket. A szovjetek akkor azt tanácsolták, hogy mivel szerintük kilátástalan ez a küzdelem, így egy általuk megírt fegyverletételi javaslatot adjon át a Corvin-Köz-i ellenállásnak a két Parlamenter. Fedorék ezt vállalták, hogy szorongatott helyzetükből szabaduljanak. A dokumentumot a Budapesti Szovjet Katonai Főparancsnok Kuzminov Ezredes látta el kézjegyével. Ekkor érkezett Dr. Benyák György Főhadnagy, ki a Honvédelmi Minisztérium párttitkári tisztségét viselte és Vitalij Fomin KGB Tiszt.
Az ő kíséretük alatt a két Parlamenter egy Szovjet katonai konvojjal elindult a Bródy Sándor utcai Rádió Stúdióba. Az Út során a Lánchíd pesti hídfőjénél a Forradalmár egyetemisták pergőtűz alá vették őket. Végül eljutottak a rádióba, ahol Solymosi János, aki a pilisvörösvári páncélos dandár parancsnoka volt, az ezredével tartózkodott. Solymosi egyáltalán nem örült Fedorék érkezésének, kifejezetten ellenezte civilek bevonását a fegyvernyugvási tárgyalásokba, többször „hullajelöltnek” nevezve Fedort és hangsúlyozta, hogy ezen kérdés megoldása a Magyar Honvédségre tartozik.  A Parlamenterek előadták, hogy ők a felesleges vérrontást szeretnék mindenképpen megakadályozni. Vitalij Fomin KGB tiszt itt lépett közbe és nyomatékosan kérte Fedorék bevonását a tárgyalásokba, mert ha nem akkor a Szovjet erők nehézfegyverekkel fogják a Corvin Köz körzetét megsemmisíteni. Fedor egy igazolást kért Solymositól, mi szabad járást biztosít nekik az ellenőrző pontokon keresztül a Fővárosban míg a tárgyalások zajlanak. Ezt a Parlamenter társával meg is kapták, így szabad mozgásunk innen biztosítva volt a Corvin Közbe való induláshoz.
Egy teherautóval elindultak a Parlamenterek a szabad áthaladást biztosító papírral a kezükben a Corvin Köz-i parancsnokságra, mikor a Baross utca-Körút sarkán egy Tatár század ellenőrzésbe futottak. Mivel töltényeket találtak a járműben az átvizsgáláskor, ezért a két Parlamentert ott helyben falhoz állították. Fedor hiába mutatta a hivatalos dokumentumot a mentességről, mert a járőrök analfabéták voltak. Egy hajszálon múlt az életük. Szerencséjükre végül egy közelben tartózkodó tiszt a papírt elolvasva útjukra engedte a Küldötteket, de már gyalogosan. A Harminckettesek Terénél húzódó demarkációs vonalnál álltak meg, hol teljes sötétség fogadta a Követeket. Innen rohant be a két Parlamenter Fedor fehér köpenyét két oldal megragadva „ne lőjetek” felkiáltással, tartva attól, hogy a forradalmárok tüzet nyitnak rájuk. Fedor egy fehér műtősapkát viselt. Innen kapta fedőnevét a Forradalom alatt: „Fehér Sapka”.
A Kisfaludy-Köz bejáratához értek. Innen a Corvin Köz-i Főparancsnokságra, az úgynevezett Kramolin Lakásra került, hol Iván-Kovács László fogadta őket. Fedorék átadták a Parancsnoknak a Szovjet Katonai Főparancsnokság fegyverletételi javaslatát.
Fedor így emlékezett vissza erre az estére:
„Míg idáig értünk, többször veszélyben volt az életünk, mert hol a szovjetek tartóztattak fel, hol mások. Falhoz is állítottak egyszer bennünket. Izgalmas éjszaka volt. „Feltartott kezekkel, hátunkba fegyverekkel érkeztünk a Corvin köziek parancsnokságára. A ház árkádos oldalán egy körülbelül 17 éves munkásgyerek kísért fel engem a 3. emeletre. A lakók a pincében voltak. Hosszú tárgyalások után, egy Öcsiként bemutatkozó forradalmár (Pongrátz Ödön volt) írógépet hozott és nekiláttak a Corvin-közeik saját fegyverszüneti feltételeinek megfogalmazásának. Az utolsó így hangzott: A szovjet csapatok vonuljanak ki Budapestről és december 31.-ig hagyják el az ország területét. 1957. április 1-én írjanak ki szabad választásokat az ENSZ felügyelete mellett. Nagy Imre kormányát nem ismerjük el. Az elesett harcosokat nyilvánítsák hősökké. Az ÁVH eltörlése. Kossuth címert a magyar zászlóba. Március 15-nek és október 23-nak ünneppé nyilvánítása." (3)
Ezután egy értekezlet kezdődött mire a Forradalmárok meghívták Maléter Pált is, ki a részvételt elutasította.  Élénk vita alakult ki a válaszadás szempontjából. Ekkor bontakozott ki az ellentét Iván-Kovács László és Pongrátz Gergely között. Iván Kovács észszerű kompromisszumot, Pongrátz pedig a megalkuvás mentességet képviselte. Fedor később azt mondta, hogy Pongrátz Gergely szerepe a vitában „figyelemreméltó” volt. (1) Érvelése meggyőzte Iván-Kovácsot és Fedort is, hogy a fegyverletételi ajánlatra csak nemmel felelhetnek, mivel mindig becsaptak és elárultak minket. A fegyverletétel csak akkor valósulhat meg, ha a követelések megvalósulnak mondotta Pongrátz.
A válasszal így elindult a két Parlamenter ismét vissza a Rádióba. A dokumentumot Kuzminov gárdaezredesnek címezve átadták Vitalij Vominéknak ki a feltételeket „elfogadhatatlannak és gyerekesnek” titulálta. Az út során Fedorék míg a Bródy Sándor utcába megérkeztek, személyesen meggyőződtek arról, hogy jelentős katonai erők és nehéz fegyverzetek csoportosítására került sor a Corvin Köz felszámolása végett.  Fedor később úgy nyilatkozott, hogy a Corvin „kettős acélgyűrűbe volt fogva”. A kilátástalan helyzetet feloldva és a felesleges és értelmetlen véráldozatokat elkerülve bajtársaikhoz még szólni akartak, mit Október 28.-án délelőtt 11:00 h-kor Fedor meg is tett a Kossuth Rádió országosan sugárzott adásában. Később erre úgy emlékezet mint egy „utolsó lehetőségre” a békés rendezés érdekében (2).
Fedor beszédéből viszont kivágtak több fontos részletet, amiben tájékoztatta társait a velük szemben álló Szovjet katonai erők lehengerlő fölényéről. A beszéd után nem sokkal Nagy Imre megalkuvást nem tűrő fellépésének köszönhetően – miben egy esetleges Corvin elleni támadásnál lemondását helyezte kilátásba –, 12:15 h perckor kihirdették a fegyverszünetet és még aznap győzött a forradalom.
Fedor később így emlékezett: „a parancsnokság szovjet képviselőitől itt tudtuk meg, hogy a magyar és szovjet csapatok együttesen felkészültek a Corvin-köz felszámolására. Ez az utunk eljuttatott bennünket az akkori kormányhoz és Nagy Imréhez is személyesen. Máig is abban a hitben élek, hogy részben ez vezette Nagy Imrét ahhoz a döntéshez, hogy ne engedélyezze a testvérharcot és kimondta, hogy győzött a forradalom. (3)
Október 29.-én Fedor visszatért a Rádióba Solymosihoz, hogy tovább közvetítse a fegyverletételt Nagy Imre, a Honvédelmi Minisztérium és a Corvin Közi forradalmárok között.(6)
November 1.-én az ellenállásnak egy magasabb szervezeti fokra kellett lépnie, így sor került egy egységes Főparancsnok választásra. Ezt Pongrátz Gergelyt nyerte meg Iván Kováccsal szemben. Iván-Kovács helyettes Főparancsnoki jelöléséért Fedor járt közben, mit meg is kapott.
Ezután érkeztek meg az első vészjósló hírek, hogy a Szovjet csapatkivonás nem történt meg, hanem a Főváros határnál nagy horderejű csapat összevonások zajlanak, a reptereket páncélosokkal megszállták.
November 2-án Pongrátz Gergely összehívott egy katonai tanácsadó értekezletet. A Kormány részéről Maléter Pál Honvédelmi Miniszter vezetésével. Fedor ezen az értekezleten már nem vett részt, feladata a budapesti köztereken fekvő és otthagyott halottak sírkertekbe való szállításának megszervezése volt. 18:00 h után ért csak vissza Fedor a Corvin-közbe, ahol Pongrátz azt az információt mondta neki, hogy a megbeszélés eredménytelenül zárult. A kérés Maléter felé itt az lett volna, hogy a Magyar Honvédség közelben állomásozó részei csatlakozzanak egy esetleges Szovjet támadással szemben a Felkelők mellé. Maléter ezt kockázatosnak tartotta, abból a szempontból, hogy provokálná a Szovjeteket.
November 3-án a folyamatos tárgyalások sem vezettek eredményre. Az eufória ami 28.-tól átjárta a Corvin közt, megszűnt.
November 4-én a „hazug ígéretek rongypapírja tűzvészben hamvadt el”, mondta Fedor.
A szovjet intervenció megindult Budapest ellen, a sokszoros túlerő a Forradalmat kíméletlenül leverve.

## 1956 után
Maradva az orvosi pályán előbb a Miskolci kórház Szájsebészeti Osztály vezető Főorvosa, majd Budapestre költözése után az ORFI Szájsebészeti klinikájának vezetője lett.
Budapesten a II. kerületben a Frankel Leó úton nyitotta meg magán praxisát ahol a hazai kulturális és közélet prominens szereplői is megfordultak, többek között: Szász Endre, Reich Károly, Szörényi Levente, Kocsis Zoltán, Ránky Dezső, Kárpáti József, Feledy Gyula, Boross Péter, Pongrátz Gergely, Wittner Mária, Benedikty Tamás, Pataki János, Dilinkó Gábor, Fónay Jenő és sokan mások.
Életigenlése és mindig a problémák megoldására törekedő észszerű jelleme sokak számára tette rendelőjét népszerűvé, egyfajta közösségépítő élménnyé.
Kárpáti József „egyszemélyes” intézményként aposztrofálta őt.
Két házasságából két fiúgyermeke született. Bence (1959) és Balázs (1984)

## Közéleti szerepvállalásai
ezek célja továbbra is az 1956-os október 23-ai Szabadságharc emlékének fenntartása és ápolása volt, a megmaradt Bajtársak összetartása és megbékéltetése mellett. Haláláig hallhattuk őt a Nemzeti Ünnepen való rendszeres Corvin Köz-i felszólalásaiban és beszédeiben.
2005-ben bekövetkezett haláláig az Új Idők szerkesztőbizottságának Elnöki tisztségét töltötte be.
A Politikai Foglyok Országos Szövetsége (POFOSZ) egyik alapító tagja.
Az 1956-os Pesti Srác Alapítvány kuratóriumának Elnökeként sokat tett az a Forradalom eszmeiségének népszerűsítéséért és megértéséért a fiatalság körébe. Az ismeretterjesztést itt nem csak történelmi aspektusból, hanem érzelmi oldalról is tette. Célja az volt, hogy a gyermekek megértsék mi is az a szabadságvágy. Azt vallotta mindig: „hogy a fiatalság az egyetlen esélyünk.”
A forradalom alatt tanúsított helytállásáért és bátorságáért többször kitüntették.
Több 1956-os dokumentumfilm és könyv szereplője. 

## Elismerései
- 1992. június 16-án Göncz Árpád-tól  megkapta a Magyar Köztársasági Érdemrend Kiskeresztjét.
- 2001. október 23-án Mádl Ferenctől megkapta a Magyar Érdemrend tisztikeresztjét.
- 2001. március 15-én a Vitézi Rend tagjává választották.
- 2002. február 18.-án megkapja a Corvin-Közi Hősök Érdemrendjét Pongrátz Gergely-től.
- 2001. május 21-én Szabó János Honvédelmi Minisztertől megkapja a „Honvédelemért kitüntető címet”.
- Pro Urbe Budapest Díjazott.
- Budapesten a Corvin Közben, Miskolcon a Sötét kapunál őrzi nevét emléktábla.